# Deporte en las Islas Malvinas
El deporte en las Islas Malvinas  está restringido por la baja, y en general dispersa, población de las islas. Sin embargo, ha sido capaz de enviar equipos a los Juegos de la Mancomunidad y los Juegos de las Islas.
Entre los deportistas malvinenses se ha destacado Louis Baillon (nacido en Bahía Fox) que compitió en los Juegos Olímpicos de 1908 en el equipo de hockey sobre césped.
Carreras de caballos se llevan a cabo de vez en cuando, sobre todo porque muchos isleños todavía poseen caballos. Mientras que la Asociación del rifle de las Islas Malvinas se remonta a la década de 1880. Todos los años en la capital de las islas se celebra el maratón de Puerto Argentino/Stanley que atrae participantes extranjeros. Las islas también poseen su liga de fútbol.
Una amplia variedad de deportes se juegan en las islas, incluyendo: el rugby, bádminton, dardos, karate, maratón, golf, hockey sobre césped, baloncesto, vela, squash, tenis, tenis de mesa, voleibol, kayak, fútbol y tiro al blanco, entre otros. Debido a la presencia de militares en la base Aérea de Monte Agradable, muchos sitios de práctica y equipos son militares.
Acerca del fútbol, la escasa cantidad de equipos participantes en las islas generan que la liga de fútbol de las Islas Malvinas se integre por una única divisional, sin ascensos ni descensos. Los encuentros suelen disputarse en el Estadio Stanley, principal recinto de las islas. A su vez, el equipo ganador no obtiene clasificación alguna a ningún torneo internacional de clubes, al no estar afiliado a ninguna confederación asociada a la FIFA.
Su gran lejanía con Europa le impide logísticamente disputar cualquier tipo de competición dentro de la UEFA, a pesar de ser un territorio británico de ultramar. La situación del archipiélago es examinada anualmente por el Comité de Descolonización desde 1965, y tiene jurídicamente enfrentados al Reino Unido (quien las administra) y Argentina (quien reclama su devolución), por lo que a raíz de los movimientos políticos de este último, las islas tienen vedada su participación con cualquier país de la Conmebol. Los enfrentamientos entre las islas y los países sudamericanos son escasos, el único enfrentamiento entre las Islas Malvinas y Argentina fue por fuera del fútbol, en la Copa Latinoamericana de hockey sobre hielo de 2019, certamen que Argentina amenazó con boicotear y, tras numerosos reclamos, el representativo del archipiélago debió competir sin denominarse como Islas Malvinas o Islas Falkland (participando como "Stanley"), sin tocar el himno británico o llevar algún símbolo británico en sus uniformes. Si pudo inscribirse el "Falkland Islands Bádminton team" con su nombre y bandera para la edición 2020 del Bádminton PanAm, Campeonato Panamericano en Salvador (Brasil) en el que participará con el apoyo de la Federación Mundial de Bádminton (BWF), aunque no estuvo exento de reclamos.
El representativo de la isla es la Selección de fútbol de Islas Malvinas, también conocida como la selección de fútbol de las Islas Falkland, La organización está a cargo de la Flakland Islands Football League (FIFL).
Ha jugado en los Juegos de las Islas en 2001, 2005, 2009, 2011, 2013 y 2015. A pesar de ubicarse en América del Sur, no es miembro de la Conmebol, y más allá de ser un territorio británico de ultramar, tampoco se anexó a la UEFA. Hasta el momento, nunca existió algún pedido formal desde las islas para presentarse como miembro activo de alguna entidad continental o de la FIFA. Los Juegos de las Islas ofrecen la única salida competitiva para los jugadores de las islas.
En los Juegos de las Islas de 2013, celebrados en las islas Bermudas, logró un histórico tercer puesto tras ganarle 6 a 0 al equipo de Frøya (localidad de Noruega), obteniendo una medalla de bronce. La selección de las islas también ha sido ganadora del Small Islands Cup («Copa de las Islas Pequeñas») en 2013, un evento realizado entre los territorios participantes de los Juegos de las Islas, cuya población no supera los 10.000 habitantes.